# 吴系科
吴系科（1927年3月—2014年4月17日），河北临城人，中华人民共和国流行病学家。

## 生平
1953年5月，历任安徽医学院卫生系流行病学教研组助教、讲师，后任安徽医科大学卫生系流行病学教研室副教授、教授、主任，兼任中华医学会安徽分会副会长。
2014年4月17日，于合肥逝世，享年88岁。